# マセオ・リフテルス
マセオ・リフテルス（メイシオ・-、Maceo Rigters, 1984年1月22日 - ）は、オランダ・アムステルダム出身の元サッカー選手。現役時代のポジションはフォワード。

## 経歴
ブラックバーン・ローヴァーズFCとの契約満了後、Aリーグに所属するウェリントン・フェニックスFCに10日間のテスト生として入団。前年王者のブリスベン・ロアーFCとのプレシーズンマッチに出場しチーム唯一のゴールを決めた（試合は1-5で敗れた）が、本契約を締結することは出来なかった。最終的にAリーグのゴールドコースト・ユナイテッドFCと契約すると同クラブで2シーズンを過ごし、2014-15シーズンからはZSGOWMSへ加入し母国に復帰した。

## 代表歴
自国で行われたUEFA U-21欧州選手権2007に出場し得点王を獲得。北京オリンピック出場権獲得に貢献した。

## 所属クラブ
- SCヘーレンフェーン 2003–2004
- FCドルトレヒト 2004–2005
- NACブレダ 2005–2007
- ブラックバーン・ローヴァーズFC 2007-2011

→  ノリッジ・シティFC 2008
→  バーンズリーFC 2008-2009
→  ヴィレムII 2010
- ゴールドコースト・ユナイテッドFC 2011-2012
- ZSGOWMS 2014-2018

## タイトル

### 代表
オランダ U-21
- UEFA U-21欧州選手権 : 2007

### 個人
- UEFA U-21欧州選手権得点王 : 2007（4得点）